# Fiume Han (Corea del Sud)
Il fiume Han o Hangang (in coreano 한강) è un fiume della Corea del Sud, il quarto fiume più lungo della penisola coreana dopo l'Amnok, il Tuman e il Nakdong.

## Il corso
È formato dalla confluenza del fiume Namhan, proveniente da Sud, che ha origine nel monte Daedeok, e dal fiume Bukhan, che ha origine sulle pendici del monte Geumgang in Corea del Nord. I due rami si riuniscono a Yangsu-ri, nella provincia dello Gyeonggi-do, e da quel punto il corso d'acqua viene indicato come fiume Han. Dopo aver attraversato Seul, riceve le acque del fiume Imjin poco prima di sfociare nel Mar Giallo. Nell'ultimo tratto del suo corso il fiume segna il confine fra Corea del Sud e Corea del Nord.
La lunghezza totale del fiume Han (inclusi i suoi due affluenti) è di circa 514 km. Il basso corso del fiume è notevolmente ampio in rapporto alla sua lunghezza: all'interno di Seul il fiume è più largo 1 km. Prima della costruzione di un certo numero di grandi dighe, il coefficiente di regime del fiume (rapporto tra l'importo massimo e minimo di flusso) era di 1:390 (per confronto, il Tamigi ed il Reno hanno coefficienti di 1:8 e 1:18, rispettivamente).

## Il nome
Il fiume Han ha avuto diversi nomi lungo la storia. Durante il periodo delle comanderie di Han nella penisola e durante il periodo dei tre regni il fiume veniva spesso chiamato Daesu (대수; 帶水; "le acque regionali"). Nel regno di Goguryeo veniva chiamato Arisu (아리수; 阿利水; "le acque prospere"). Nel Baekje prendeva il nome di Ungniha (욱리하; 郁里河; "il miglio di acque profumate "), mentre nel regno di Silla si chiamava Iha (이하; 泥河; "fiume fangoso").

## Storia
Il fiume Han ha svolto un ruolo centrale nella storia coreana dai tempi più antichi. Il regno di Baekje fu il primo a pretendere il fiume Han, riconoscendo la sua importanza strategica, come via d'acqua principale che collega la regione centro-occidentale della penisola con il Mar Giallo, nonché per il fiume fertile, una relativa rarità della penisola montagnosa. Sanseong Namhan, che si trova a sud di Seul, venne posta come capitale iniziale di Baekje. Non passò molto tempo prima che la regione vicino alla foce del fiume Han nel Mar Giallo, praticamente l'odierna Seul, diventasse il pomo della discordia tra Baekje e l'emergente regno di Goguryeo, durante il regno di King Jangsu (413d.c.-491d.c.). I Goguryeo strapparono il capolinea occidentale del fiume Han sul bacino del fiume Han. Ma questa alleanza non fu l'ultima, e nel 553 Silla ruppe la sua alleanza con Baekje per prendere il controllo dell'intero fiume, allo scopo di condividere il dominio della penisola.
Con la scomparsa di entrambi i Baekje e Goguryeo e quindi l'unificazione della penisola, questa venne controllata dai Silla nel 668, il fiume Han è entrato nella sua lunga era come un fiume "coreano", in primo luogo sotto il controllo di Unificazione Silla (668-918) , poi la successiva dinastia dei Goryeo (918-1392), e, infine, come parte della dinastia Josoen (1392-1910). Durante il periodo coloniale il fiume Han diventò nuovamente importante: divenne il corso d'acqua principale della nuova capitale coreana di Seul o Hanyang.
Il fiume Han appartiene ormai in gran parte alla Corea del Sud, con i suoi reflui nel Mar Giallo a poche miglia nautiche dalla Corea del Nord (anche se alcuni degli affluenti del fiume sono in Corea del Nord). Durante i primi decenni di esistenza della Corea del Sud il fiume Han è diventato sinonimo di inquinamento, a causa di una fiorente industria e di un popolo impoverito che lo utilizzava come un conveniente canale di scarico per i rifiuti industriali e urbani. Anche se non ha più un ruolo centrale nel commercio o nel trasporto, è un appuntamento privilegiato nella vita della capitale della Corea del Sud e negli ultimi dieci anni è diventato il centro degli sforzi ambientali governativi per ripulirlo e trasformarlo in un gioiello ecologico della capitale.
Durante le Olimpiadi del 1988 a Seul, il fiume Han è stato il sito delle gare di canottaggio. Dal 2009 l'amministrazione di Lee Myung Bak ha resuscitato un progetto: scavare un canale - Ara Canal - che colleghi il fiume Han con il Mar Giallo. Questo canale, lungo 40 km, collega il fiume Han dalla città di Gimpo vicino a Seul fino a Incheon, ed è stato completato nel 2012. È progettato per ospitare sia le grandi navi container che le navi passeggeri.